# Trine Tangeraas
Trine Tangeraas, född den 26 februari 1971 i Kristiansand i Norge, är en norsk fotbollsspelare. Vid fotbollsturneringen under OS 1996 i Atlanta deltog hon i det norska lag som tog brons.